# Zoek mijn
Zoek mijn is een applicatie ontwikkeld door Apple Inc. om producten van Apple en vrienden terug te vinden. Mocht het apparaat geen internetverbinding hebben, dan wordt de laatst bekende locatie weergegeven. 
Zoek mijn is beschikbaar vanaf iOS 13 en vanaf MacOS Catalina. De app combineert vanaf deze besturingssystemen de applicaties Zoek mijn iPhone en Zoek mijn vrienden. Voor het gebruik van deze app is een iCloud-account nodig. De applicatie is standaard ingebouwd in het besturingssysteem en kan, in tegenstelling tot zijn voorgangers, niet worden verwijderd.
Vanaf april 2021 werd het ook mogelijk om objecten van ondersteunde fabrikanten te vinden. In dezelfde maand introduceerde Apple tijdens de 'Spring loaded'-presentatie hun eigen tracker, de AirTag, waarmee men met behulp van het Zoek mijn-netwerk spullen zoals sleutels, tassen etc. kan terugvinden door deze te voorzien van deze AirTag.